# Ketil Duckert
Ketil Duckert er dansk trompetist, underviser og dirigent, uddannet fra Rytmisk Musikkonservatorium i 2005. Ketil Duckert er den første i Danmark (sammen med Gustav Rasmussen) til at blive certificeret i improvisationstegnsproget Soundpainting. I december 2013 udgav musikforlaget Edition Wilhelm Hansen den første pædagogiske metodebog i Soundpainting under titlen "Sammenspil & Improvisation med Soundpainting" med Ketil Duckert som forfatter.